# Cristoforo Scacco di Verona
Cristoforo Scacco di Verona (Vérone, XVe siècle - XVIe siècle) est un peintre italien qui fut actif principalement dans le centre et le sud de l'Italie.

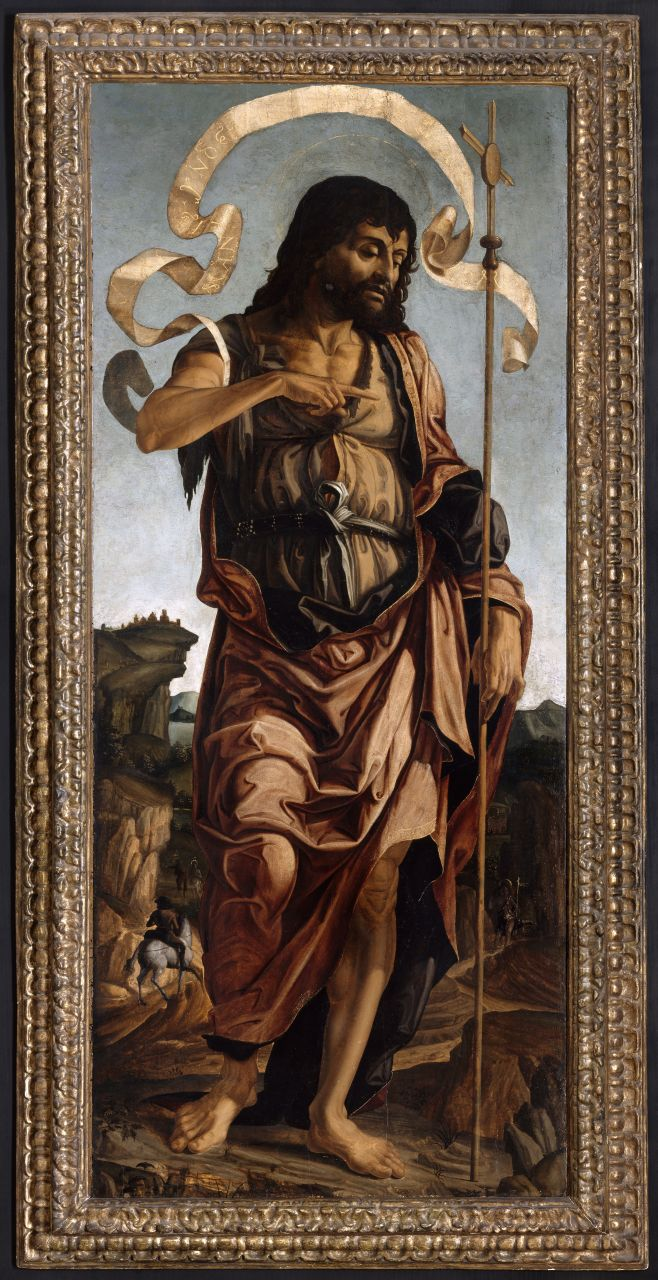
Saint Jean baptiste, Musée du Petit Palais (Avignon).

## Biographie
Ses dates de naissance et de mort sont inconnues.
Les documents concernant sa biographie sont rares. Les signatures de ses œuvres confirment son origine véronaise. Les premières informations le concernant émanent du document Visitatio Eclesiae castri Monticelli (1599) de Monseigneur G. B. Camparini, lequel le définit « olim civi dictae terrae Monticelli ». Cet écrit constitue la seule preuve de la présence de l'artiste dans le Latium où il est bénéficiaire d'une donation de la part du cardinal Giovanni Colonna, de 25 pièces situées à proximité de son domicile pour le récompenser des œuvres réalisées dans les diverses églises sur un territoire composé du Latium et la Campanie, entre les XVe et XVIe siècles.
En 1499 un document signale sa présence en Campanie à la cour de la duchesse Lucrezia del Balzo et à l'église San Giovanni a Carbonara à Naples.
Son activité dans la partie centro-méridionale de l'Italie le mit en contact avec Antoniazzo Romano et Melozzo da Forlì de qui il subira une influence picturale qui lui fit modifier ses effets chromatiques en faveur de ors et tissus et qui le menèrent à la réalisation d'œuvres comme La Vierge à l'Enfant et Saints de la Fondation Cini ; Annonciation de Fondi et Annonciation de Nola en l'église de l'Annunziata à Nola, conservée désormais au musée diocésain de Nola.

## Œuvres

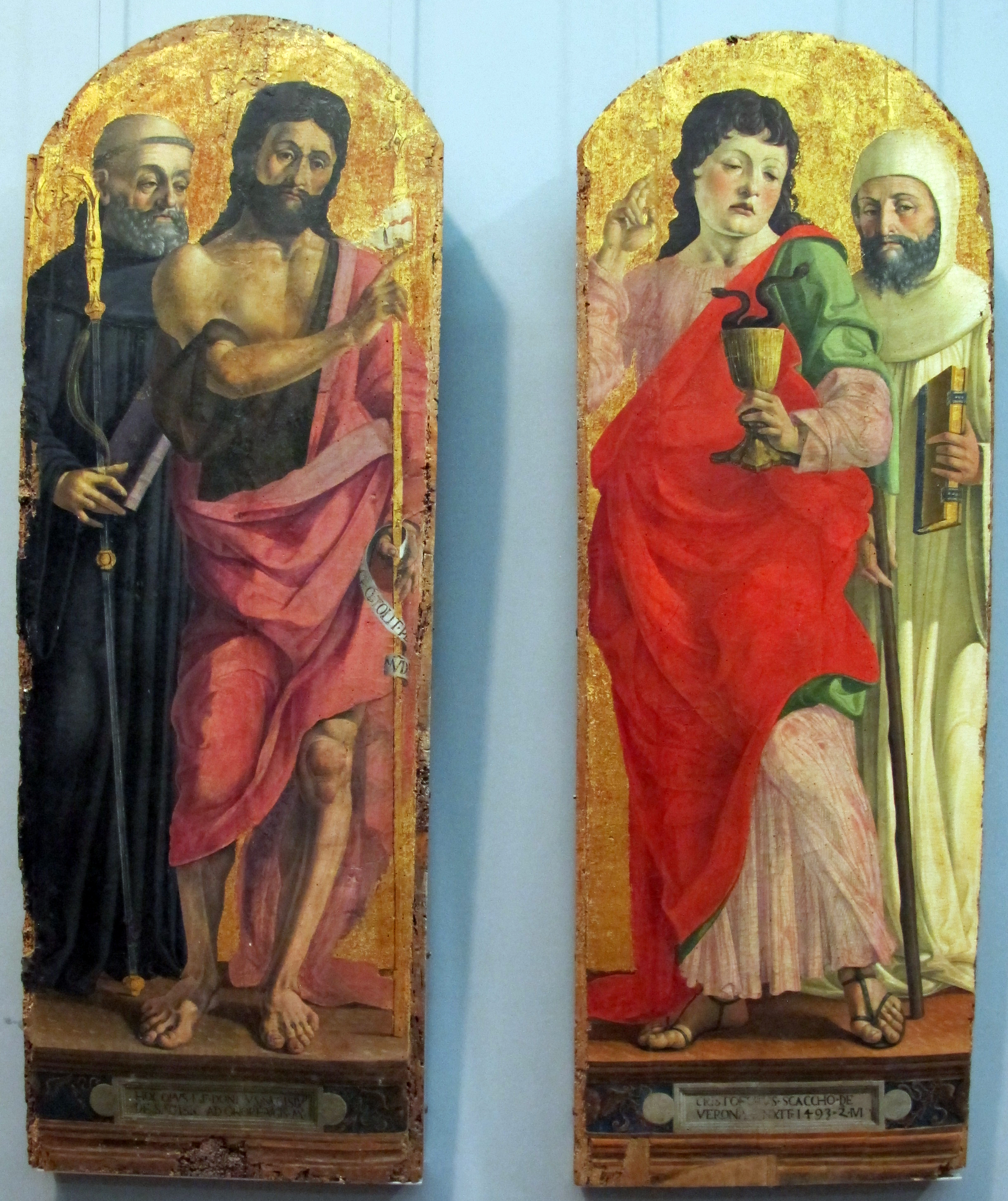
Les Quatre Saints (saint Benoît, saint Jean-Baptiste, saint Jean l’Évangéliste et saint Bernard) du triptyque de Penta, Musée de Capodimonte, Naples.

- Triptyque d'Itri,  Musée de Capodimonte, Naples.
- Triptyque de Penta (1493), église San Bartolomeo, Penta, frazione de Fisciano (Province de Salerne) ; conservé désormais au Musée de Capodimonte de Naples depuis 1917[1].
- Saint Jean Baptiste et des Saints Bénédictins (1493),
- Polyptyque de la Croix (vers 1500) pour Sessa Aurunca, aujourd'hui à Capoue[2].
- Mariage mystique de sainte Catherine (1500), église San Giovanni Battista  Monte San Biagio[3]
- San Michele Arcangelo, église San Pietro in Vinicoli, Musée diocésain de Salerne, considérée comme sa dernière œuvre.
- Annonciation de Nola, peinture à l'huile sur fond d'or, Musée Diocésain, Nola,
- San  Giovanni Battista Harewood, Musée du Petit Palais, Avignon,
- Saints Bénédictins, Cappella Tolosa di Monteoliveto, Naples.
- Vierge à l'Enfant et Saints, Fondation Cini.
- Annonciation de Fondi Fondi.